# جدت
جدت (به انگلیسی: Jedet) با نام کامل کارمن جدت ایزکویردو سانچز (به انگلیسی: Carmen Jedet Izquierdo Sánchez) (زاده ۷ ژوئیهٔ ۱۹۹۲) بازیگر و خواننده اسپانیایی است.
او یک زن ترنس است.